# Falvay Klára
Falvay Klára (névvariáns: Falvay Klári) (Budapest, 1939. december 18. – Budapest, 2004. április 19.) Aase- és Jászai Mari-díj magyar színésznő.

## Életpálya
1962-ben diplomázott a Színház és Filmművészeti Főiskolán. Deák Attila írta róla: 

„A nádszálkarcsú szőke lány nemcsak a főiskolai vizsgaelőadásokon, de egy remekmívű rövidfilmben is felhívta magára a figyelmet. A „Variációk egy témára” című filmetűdben, egy napsütötte teraszon csaknem mozdulatlanul ült, s egy óralánccal játszadozott. Kezének mozgása szinte észrevétlenül vette át az ijesztően közeledő menetelés ritmusát. Villanásnyi volt a jelenet – mégis máig emlékezetes.”

1962-től 1964-ig a győri Kisfaludy Színház tagja volt. Ezután a Szegedi Nemzeti Színház szerződtette. 1968-tól a kecskeméti Katona József Színházban játszott. 1972-től 12 évig a Szolnoki Szigligeti Színház színésznője volt. Itt Székely Gábor vezetésével országos hírű előadások születtek. Részt vett a Paál István rendezte Tangó előadásban, amely mérföldkövet jelentett pályáján. Szolnokon dolgozott Csiszár Imrével, Horváth Jenővel, Székely Gáborral. 1982-ben szolnoki munkájáért Jászai Mari-díjat kapott. Amikor Székely a fővárosba került, úgy volt, hogy ő a második etappal érkezik, de addigra már vége is lett a Székely Gábor – Zsámbéki Gábor vezette Nemzetinek. 1984-ben Zalaegerszegre a Ruszt József vezette Hevesi Sándor Színházhoz szerződött. 1987-től a Debreceni Csokonai Színházban játszott. A Pinczés István vezette társulatban már a debütálása is emlékezetes volt, Vasnit, Potifár feleségét alakította A szivárványszínű köntös című darabban. Ezután megkapta Claire Zachanassian szerepét, melyben szintén fantasztikus, félelmetes alakítást nyújtott. Sajnos itt érte az egyik nagy szakmai csalódás is. Készült Spiró György Csirkefej című drámájának Öregasszony szerepére, de a bemutató napján, a vezetőség – Falvay Klára tiltakozása ellenére – lemondta az esti előadást. Soha többé nem játszhatta el a szerepet. 1998-tól haláláig az Új Színház tagja volt. Pályája során epizód- és főszerepeket egyaránt játszott. Az általa megformált figurák széles skálán mozogtak, akárcsak színes egyénisége: drámai hősnőktől a mesefigurákig. Fanyar humor jellemezte, karakteres,  összetéveszthetetlen egyéniségét. Az utolsó pillanatig játszott, súlyos betegsége alatt mindvégig odaadóan mellette volt, segítette a szenvedés elviselésében hű társa, Farády István.

## Magánélete
Első férje Novák Márk filmrendező volt.

## Fontosabb színházi szerepei
- Nyikolaj Vasziljevics Gogol: A revizor... Marja Antonovna, a polgármester leánya
- Victor Hugo: A királyasszony lovagja... királyné
- Makszim Gorkij: Éjjeli menedékhely... Vaszilissza
- Euripidész: Medeia... Medeia
- Edward Albee: Az amerikai álom... Mami
- Edward Albee: A homokláda... Nagyanyó
- Sławomir Mrożek: Tangó... Eugénia
- Madách Imre: Az ember tragédiája... arkangyal
- August Strindberg: Haláltánc... Alice
- Jurij Valentyinovics Trifonov – Jurij Petrovics Ljubimov: Csere... Lora, Dmitrijev testvére
- Jack Popplewell - Robert Thomas: A szegény hekus esete a papagájjal... Suzanne Brissard
- Eugene O’Neill: Egy igazi úr.... Deborah (Henry Harfordné)
- Eugène Labiche: A florentin kalap (Olasz szalmakalap)... Alice, Beauperthuis felesége
- Füst Milán: Boldogtalanok... özvegy Húber Evermódné
- Vörösmarty Mihály: Csongor és Tünde... Ledér
- Edmond Rostand: Cyrano de Bergerac... Roxane
- Kodály Zoltán: Székelyfonó... Szomszédasszony
- Teleki László: Kegyenc... Eudoxia
- Jókai Mór - Földes Mihály: A kőszívű ember fiai... Plankenhorst Antoinette
- Arthur Schnitzler - Böhm György - Prekop Gabriella: A Zöld Kakadu... Mme Prospere, a Zöld Kakadu tulajdonosnője, a "társulat" direktora
- Anton Pavlovics Csehov: Három nővér... Olga, Mása
- Ivo Bresan: Paraszt Hamlet... Mara Mis-Majkacsa, falusi kocsmárosné, Gertrud szerepében
- Békés Pál: Pincejáték... Hermin néni
- Barrie Starvis: A szivárványszínű köntös... Vasni
- Garaczi László: Imoga... Tatus
- Friedrich Dürrenmatt: A fizikusok... Dr. Mathilde von Zahnd
- Friedrich Dürrenmatt: Az öreg hölgy látogatása... Claire Zachanassian
- Edward Bond: Kinn vagyunk a vízből... Mary
- Göncz Árpád: Pesszimista komédia... Nanyó
- Bertolt Brecht: Jó embert keresünk.... vidéki asszony
- Bertolt Brecht: Egy nagyváros dzsungelében... C. Maynes, kölcsönkönyvtár-tulajdonos
- Coline Serreau: Nézd meg ki az!... Pertisné
- Szigligeti Ede: Liliomfi... Kamilla
- Bohumil Hrabal: Gyöngéd barbárok... Mária
- Zalán Tibor: Angyalok a tetőn... Boszorka
- Mihail Afanaszjevics Bulgakov: Álszentek összeesküvése... Mariette Rivaillel
- Tóth Ede: A Falunk Rossza... Rebi néni (aki mondja "kár")
- Bernard-Marie Koltčs: Roberto Zucco... A direktrisz
- Mariana Alcoforado: Egy portugál apáca levelei... apáca

## Filmek, tv
- Eszpresszóban (rövidfilm) (1959)
- A revizor (színházi előadás felvétele) (1961)
- Koncert (rövidfilm) (1962)
- Áprilisi riadó (1962)
- Álmodozások kora (Felnőtt kamaszok) (1964)
- Egri csillagok (1968)
- Macskajáték (1974)
- Ha megjön József (1976)
- Negyedik forduló (1977)
- A svéd, akinek nyoma veszett (1980)
- Hatásvadászok (1982)
- Valaki figyel (1985)
- Képvadászok (1986)
- Hol volt, hol nem volt (1987)
- Szép karácsony szép zöld fája
- Szoba kiáltással (1990)
- Sose halunk meg (1993)
- X polgártárs (1995)
- Kis Romulusz (sorozat, 6. rész) (1995)
- Balekok és banditák (1997)
- Valaki kopog (sorozat) Ördöglakat c. rész (2000)
- A nagyúr - Gróf Bánffy Miklós (2001)

## Díjai, elismerései
- Jászai Mari-díj (1982)
- Aase-díj (2003)